# N4DS
 (novembre 2012).
En France, la N4DS, en forme longue Norme pour les Déclarations Dématérialisées Des Données Sociales, est une évolution de la norme DADS-U (Déclaration Automatisée des Données Sociales - Unifiée), qui permet d’élargir le périmètre des déclarations supportées par la norme mais aussi d’améliorer la fiabilité des données déclarées. Sa mise en place a été motivée du fait que la norme DADS-U a montré des limites et des complexités d’utilisation.
Cette évolution est une production collégiale menée avec l'ensemble des organismes récepteurs/utilisateurs des données, les représentants des éditeurs de logiciel de paye et les experts comptables. La norme 4DS est plus souple d’utilisation, elle permet d’intégrer de nouveaux organismes et administrations partenaires et les régimes spéciaux de retraite.
La N4DS V01X09 est la norme de référence pour déclarer les salaires 2014 en janvier 2015.

## Historique
- 1975-1980 : Rédaction unique ou impression pour des destinataires différents grâce aux liasses papier carbonées
- 1980-1985 : Existence d’un programme Transfert de Données Sociales comprenant 4 axes : Normalisation des données, Restructuration de l’imprimé déclaratif, lieu unique de dépôt pour le compte de l’ensemble des destinataires, Élargissement des supports magnétiques et télématiques dès 1983).
- 1985-1990 : Généralisation du transfert des données sociales (TDS),
- 1990-1995 : La généralisation de TDFC permet un échange des données informatisées. Les PME peuvent déclarer les revenus de manière dématérialisée. Les experts comptables s’emparent des normes EDIFACT .
- 2000-2005 : Mise en service du portail Net-Entreprises rassemblant les déclarations des organismes de protection sociale obligatoires.
- 2005-2010 : Offre de déclarations dématérialisées élargie. La DADS-U devient obligatoire.
- 2010-2015: La norme N4DS conduit à diviser structure de données et enveloppe de message déclaratif. Relance du projet de réduction des charges administratives pesant sur les entreprises.

## Avantages
Les avantages sont : 
- une norme plus souple d’utilisation,
- la rationalisation et unification des données à réglementation constante,
- l'amélioration de la fiabilité des données déclarées,
- une présentation plus cohérente et plus claire de certaines nomenclatures,
- la convergence secteur privé/secteur public,
- l'affinement des contrôles
- la normalisation et l'harmonisation de présentation des données dans le but de les rendre plus lisible et de faciliter la maintenance.

## Aspect réglementaire
Il est obligatoire de produire une 4DS pour les salaires 2011 à partir de janvier 2012. La norme 4DS se substitue obligatoirement à la norme DADS-U selon l’arrêté interministériel du 9 juillet 2010 (JORF no 0181 du 7 août 2010).
Seule la norme 4DS sera acceptée pour la DADS-U des salaires 2011. Les personnes ne se trouvant pas en mesure de produire la DADS-U ont la possibilité d’utiliser le service en ligne DADSnet. Cette norme s’applique de droit aux cabinets comptables ainsi qu’aux éditeurs.

## Principaux changements des éléments de structure de la DADS-U
La modification majeure résulte de la modulation de la structure S40 (Structure qui décrit la période d’activité du salarié) qui remplace la S41.
- Structure redécoupée en sous-groupes (réorganisation physique) et complétée par une « carte d’identité administrative » du salarié.
  - Un qui regroupe toutes les informations administratives relatives aux salariés(nature de l’emploi, matricule dans l’entreprise, date de versement des salaires….).
  - Des sous-groupes spécialisés : un pour les salariés soumis aux régime de droit privé (type de contrat, convention collective…) un pour les agents dépendant du régime de droit public (fonction publique d’appartenance, code statut juridique, code statutaire…).
- En cas d’anomalies ou d’erreurs, l ‘employeur peut remettre en cause les données déjà transmises par l’envoi d’une déclaration.
- Suppression de nombreux motifs début/fin de périodes.
- Mise en place d’un code population : ce code met en relation les salariés et leurs employeurs.

C’est une répartition par situation en fonction de la nature du contrat et non du statut de l’employeur ou du statut personnel du salarié.
Il permet d’identifier secteur public/secteur privé. Le déclarant est guidé en fonction de la carte d’identité administrative du salarié et des sous-groupes spécialisés.
D’autre part, il y a aussi :
- les avantages en nature et frais professionnels,
- la base de calcul de la CRDS supprimée en l’absence de différence avec l’assiette de la CSG.
- l'adresse : création d’une routine de conversion respectant la norme du Service national des adresses et étude du problème des cedex. Suppression du libellé du pays qui faisait doublon avec le code pays.
- gestion des arrondis : même règle d’arrondi pour les montants et les taux et suppression des rubriques « signe » pour les chiffres négatifs.

D’ici 2016, une nouvelle norme, la DSN : déclaration sociale nominative sera mise en place afin d’alléger les formalités des entreprises.